# Neo Tokyo
Neo Tokyo foi uma revista informativa bimestral, dedicada a anime, mangá e cultura pop japonesa, produzida pelo estúdio Criativo Mercado Editorial de Carlos Mann e publicada pela Editora Escala.

## Histórico
A revista era produzida pelo estúdio Criativo Mercado Editorial, a publicação é um spin-off de outras publicações do gênero publicadas pela editora, sendo a mais antiga delas a Anime>Do, a diferenças entre as duas é que enquanto que a Anime>Do era publicada em formatinho (13,5 x 20,5 cm) e possuía 48 páginas, a Neo Tokyo é publicada em formato maior (20,5 x 27,5 cm) e contém 84. Junior Fonseca fora redator e posteriormente editor da Anime>Do e lançaria outras revistas pela editora, além de possuir o site informativo Anime Pró (nome que também chegou a ser usado em uma revista). Em 2007, criaria a NewPOP Editora, ainda assim o Anime Pró continuou a produzir tanto a Neo Tokyo, quanto a  Anime>Do.
A revista teve entre seus colaboradores o quadrinista Minami Keizi (um dos precursores do estilo mangá no país, morto em 2009) que assinava a coluna Cultura Nippon, sobre curiosidades do Japão, Arthur Garcia que ensinava técnicas de desenho no estilo mangá (mais tarde reunidas em livros publicados pela Editora Criativo), Alexandre Lancaster, que em 2011, lançaria pela própria editora (Lancaster Editorial) a revista Almanaque Ação Magazine, uma tentativa de se criar uma antologia de mangá brasileira nos moldes de revistas japonesas como a Shonen Jump e o Studio Seasons que publicou no formato tiras as séries Ronins, Zucker e Mitsar, além das light novels Oracular e Contos de Sher Mor.  Em 2010, a NewPOP publicou uma edição encadernada de Zucker. Em agosto de 2014, a revista chegou a 100 edições. Em fevereiro de 2015, a  Anime>Do foi cancelada na edição 130, com isso, a Neo Tokyo ficou sendo a única revista sobre anime e mangá nas bancas. Em outubro de 2017, Júlio Shimamoto na edição 120, a última edição da revista.